# 42nd Street station (IRT Ninth Avenue Line)
42nd Street fue una estación local de la desaparecida línea IRT Ninth Avenue en Manhattan, Nueva York. Fue inaugurada el 6 de noviembre de 1875 y tenía dos niveles. En el nivel inferior se detenían los trenes de cercanías, en dos vías que daban servicio a dos andenes laterales. El nivel superior se construyó como parte de los contratos duales y tenía una vía que transportaba trenes expresos que pasaban por alto la estación. La siguiente parada en dirección norte fue 50th Streety la siguiente parada en dirección sur fue 34th Street. Fue cerrada el 11 de junio de 1940.